# مارك واتسون
مارك واتسون (8 سبتمبر 1970 فانكوفر كندا - ) هو لاعب كرة قدم كندي يلعب كمدافع.

## وصلات خارجية
مارك واتسون على موقع الاتحاد الدولي (مؤرشف)  (الإنجليزية)
- مارك واتسون على موقع الدوري الأمريكي (الإنجليزية)
- مارك واتسون على موقع قاعدة بيانات كرة القدم.إي يو (الإنجليزية)
- مارك واتسون على موقع ناشيونال فوتبول تيمز (الإنجليزية)
- مارك واتسون على موقع Soccerway.com (الإنجليزية)
- مارك واتسون على موقع عالم كرة القدم.نت (الإنجليزية)